# Новые Лимбены
Новые Лимбены (рум. Limbenii Noi, Лимбений Ной) — село в Глодянском районе Молдавии. До 1991 года село имело название Новые-Фундуры. Относится к сёлам, не образующим коммуну.

## География
Село расположено на высоте 99 метров над уровнем моря.

## Население
По данным переписи населения 2004 года, в селе Новые Лимбены проживает 1676 человек (840 мужчин, 836 женщин).
Этнический состав села:
| Национальность | Число жителей | Процентный состав |
| -------------- | ------------- | ----------------- |
| молдаване      | 1644          | 98.09             |
| украинцы       | 19            | 1.13              |
| русские        | 9             | 0.54              |
| румыны         | 2             | 0.12              |
| прочие         | 2             | 0.12              |
| Всего          | 1676          | 100%              |